# 平溪镇 (寿宁县)
平溪镇，是中华人民共和国福建省宁德市寿宁县下辖的一个乡镇级行政单位。

## 行政区划
平溪镇下辖以下地区：
平溪村、环溪村、屏峰村、岭根村、岭兜村、长溪村、东山头村、东溪村、湖潭村、木场村、燕科村、岭后村、亭下村、柯洋村、南溪村、龙头坑村、溪底村和东木洋村。